# Tommi Taimi
Tommi Taimi, född 21 september 1990 i Björneborg, är en finländsk professionell ishockeyspelare som spelar för HC Slovan Bratislava i KHL.

## Större meriter
- 2016 — FM-silver med Helsingfors IFK
- 2013 — FM-guld med Ässät